# Облога Кайфену
Під час монгольської облоги Кайфену, що тривала з 1232 по 1233 роки Монгольська імперія захопила Кайфен, столицю чжурчженської династії Цзінь. Монгольська імперія та династія Цзінь перебували у стані війни протягом майже двох десятиліть, починаючи з 1211 року після того, як династія Цзінь відмовилася від пропозиції монголів підкоритися як васал. Уґедей послав на облогу Кайфену дві армії, одну очолив він сам, а іншу – його брат Толуй. Як тільки дві армії об’єдналися, командування облогою було передано Субедею. Монголи прибули під стіни Кайфену 8 квітня 1232 року.
Облога виснажила запаси міста, а його жителів охопили хвороби та голод. Солдати Цзінь захищали місто вогнепальними списами та бомбами рокоту грому, що завдавали важких втрат та поранень монголам. Династія Цзінь намагалася укласти мирний договір, але перемовини були зірвані вбивством монгольського вісника. Імператор Цзінь Айцзун втік з міста до міста Цайчжоу. Місто опинилося під контролем генерала Цуй Лі, який стратив вірних імператору і негайно здався монголам. Монгольські війська увійшли до Кайфену 29 травня 1233 року та пограбували його. Династія Цзінь перервалася після самогубства Айцзуна та захоплення Цайчжоу в 1234 році.

## Передісторія

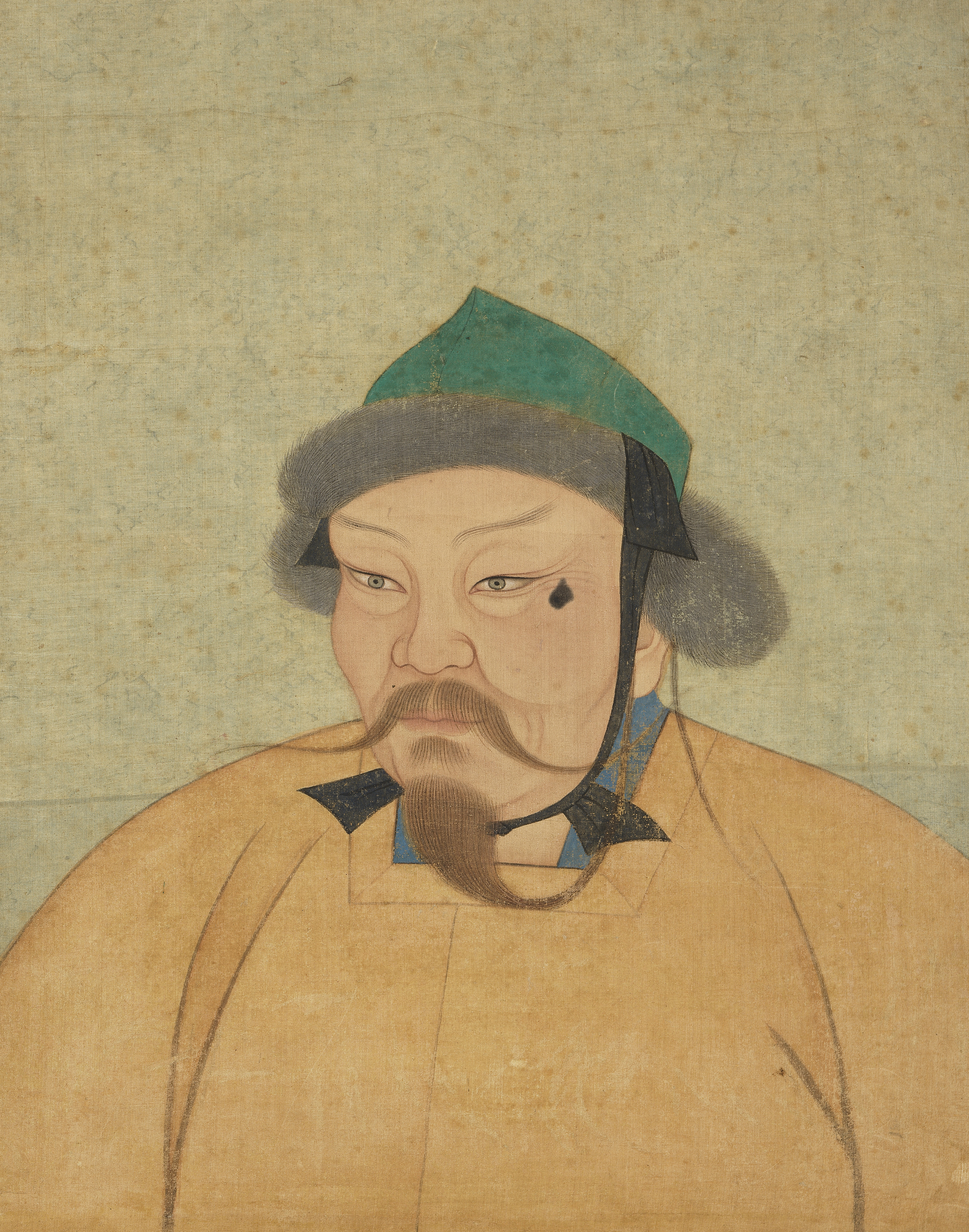
Уґедей, наступник Чингісхана

Чингісхан був проголошений каганом у 1206 році. Під його керівництвом монголи об'єдналися і перемогли ворогуючі степові племена. У той же період Внутрішній Китай був розділений між трьома династіями. На півночі очолювана чжурчженями династія Цзінь контролювала Маньчжурію та весь Китай на північ від річки Хуай. Тангутська династія Західної Ся правила частинами західного Китаю, тоді як династія Сун панувала на півдні.  Монголи підкорили Західну Ся в 1210 році. Того ж року вони відмовилися від васальної залежності від Цзінь. Ворожнеча між Цзінь і монголами наростала. Монголи прагнули заволодіти процвітаючими землями Цзінь. Можливо, вони також затаїли образу на Цзінь за вбивство Амбагая, одного з попередників Чингісхана, і за грубу поведінку імператора Цзінь Ваньянь Юнцзи в бік Чингісхана, коли Ванань Юнцзі ще був принцем чжурчженів.

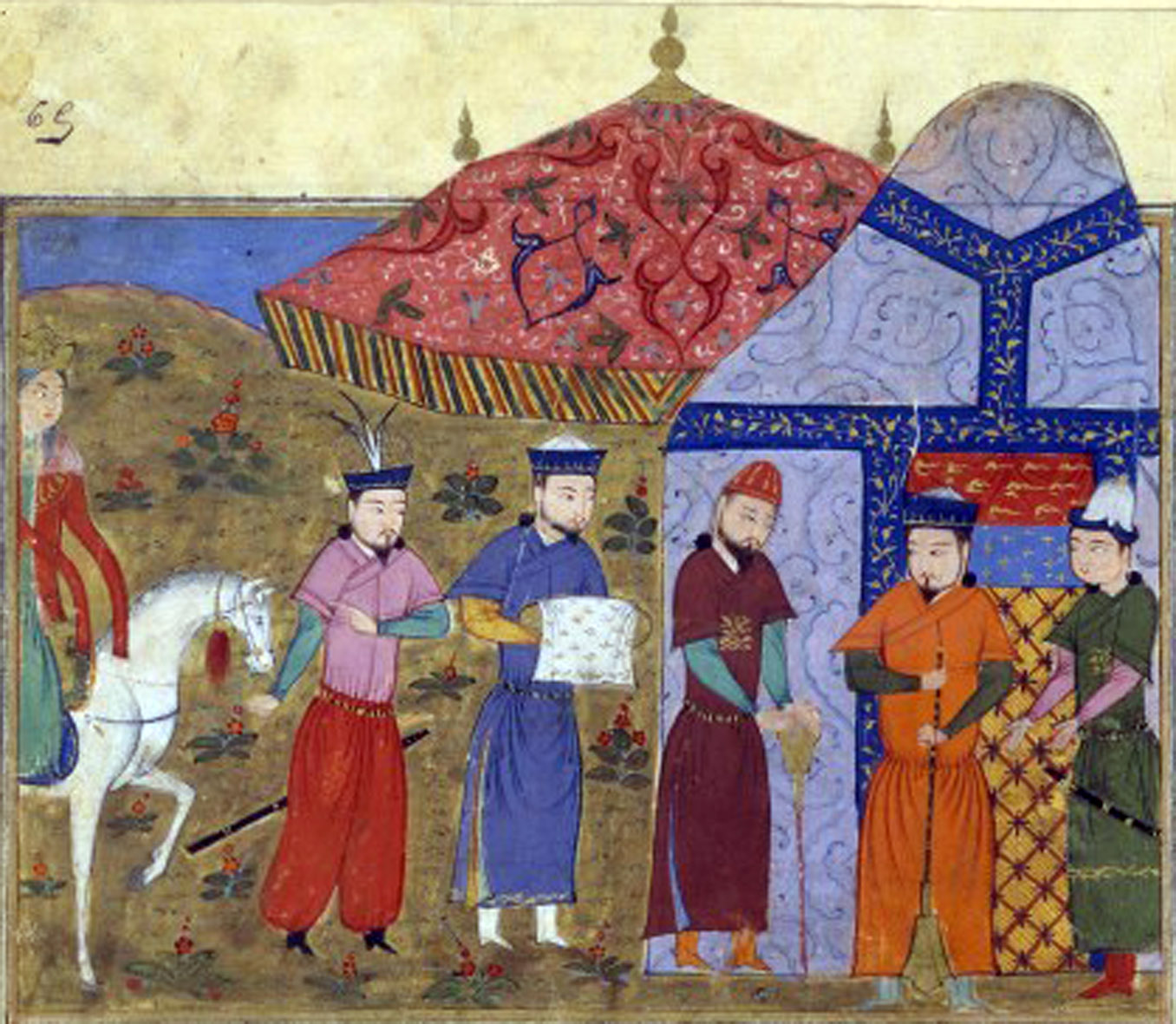
Чингісхан приймає послів Цзінь

Монголи дізналися, що на території Цзінь трапився голод, і вторглися в 1211 році  Монголи направили два війська на територію Цзінь, одне під командуванням Чингісхана. Цзінь нарощувала свої армії та укріплювала свої міста, готуючись до монгольського вторгнення. Стратегія монголів полягала в захопленні малих поселень в обхід великих укріплених міст. Вони пограбували землю та у 1212 році відступили. Монголи повернулися наступного року і взяли в облогу Чжунду, столицю Цзінь, в 1213 році. Їм не вдалося прорватися за стіни міста в битві при Чжунду, але шляхом погроз вони змогли отримати данину від імператора. Вони відступили в 1214 році. Пізніше того ж року, побоюючись нової облоги, Цзінь перенесла столицю з Чжунду до Кайфену. Монголи знову обложили Чжунду в 1215 році, як тільки взнали, що двір Цзінь втік з міста. Місто капітулювало 31 травня і до 1216 року значні території Цзінь опинилися під контролем монголів.
Водночас, Цзінь потерпала від численних повстань.  У Маньчжурії кидані під керівництвом Єлю Люге проголосили свою незалежність від Цзінь і об'єдналися з монголами. У 1213 році Єлю зійшов на трон під титулом імператора династії Ляо, але насправді став підлеглим монголам маріонетковим правителем. Споряджена проти нього чжурчженьська експедиція під командуванням Пусянь Ванну не мала успіху. Ванну, розуміючи, що династія Цзінь знаходиться на межі краху, повстав і оголосив себе королем Східної Ся в 1215 році Далі на південь повстання спалахнули в Шаньдуні, першим з яких був заколот Ян Анго в 1214 році. Заколотники були відомі як Червоні Мундири за кольором воєнної уніформи, яку вони носили з 1215 року Після падіння Чжунду в 1215 році монголи зменшили тиск на Цзінь, і звернули свої зусилля в бік наступу на Центральну Азію. Чжурчжені намагалися компенсувати свої територіальні втрати перед монголами шляхом вторгнення у Сун у 1217 році.  Вторгнення виявилося марним, тому Цзінь спробувала влаштувати перемовини щодо миру, але Сун відмовилася від пропозиції. У 1218 році чжурчженським дипломатам був заборонений в’їзд до Сун. Монгольська війна проти Цзінь затихла, але не припинилася, і тривала до початку 1220-х років під командуванням генерала Мухалі. Мухалі загинув від хвороби у 1223 році, і монгольська кампанія проти Цзінь була згорнута. Цзінь домовилися з Сун про мир, але останні продовжували підтримувати повстанський рух Червоних Мундирів проти Цзінь. Чингісхан захворів і помер у 1227 р. Його наступником був обраний Уґедей, який поновив війну проти Цзінь у 1230 р.
Етнічний ханьський генерал Ши Тяньцзе повів війська навздогін тікаючому імператору Анцзуну й переміг 80-тисячну армію Цзінь, очолювану Ваньянєм Ченьї в Пучен. Ши Тяньцзе був темником Ханьського Тумену, оскільки його батько Ши Бінджі перейшов від Цзінь на бік монгольського полководця Мухалі.

## Облога Кайфену

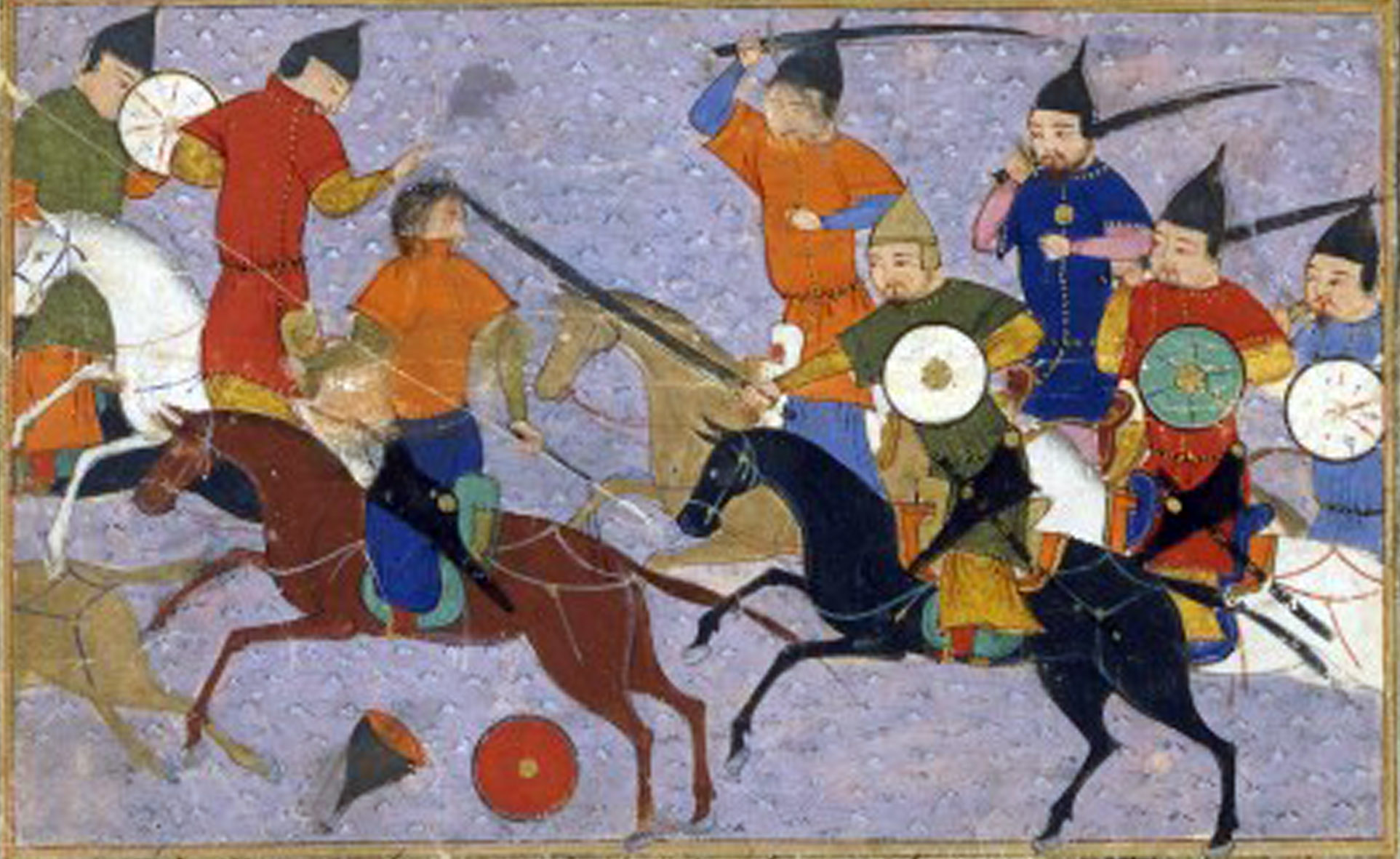
Битва між Цзінь і монголами в 1211 році, з Джамі аль-таваріх

Дві монгольські армії були відправлені в 1230 році, щоб захопити цзінську столицю Кайфен, тоді відому як Бяньцзін. Передбачалося, що одна армія наблизиться до міста з півночі, а друга наступатиме з півдня. Уґедей очолював армію, що базувалася в Шаньсі, а його брат Толуї командував армією, дислокованою в Шеньсі. Хвороба вивела з ладу Уґедея і Толуї, і вони відмовилися від своїх позицій у кампанії. Пізніше Уґедей видужав, але Толуй помер наступного року. Командування над двома арміями, що злилися наприкінці 1231 - на початку 1232 років, перейняв Субедей. 28 січня цього ж року він досягнув Хуанхе й від лютого почав накопичувати сили біля Кайфену. 8 квітня монголи почали облогу міста.
Чжурчжені спробували припинити оточення, розпочавши перемовини щодо перемир’я і навіть досягли певних успіхів влітку 1232 року, проте вбивство монгольського дипломата Тан Ціна та його підлеглих звело нанівець подальші спроби діалогу. Від розпачу, Цзінь мобілізували більшість чоловіків або захищати Кайфен, або битися з ворогом на передовій. Поки тривали переговори, епідемія та голод лютували в місті, знищуючи населення. Запаси харчів вичерпувалися навіть попри проведення примусових реквізицій. Безвладдя в Кайфені породило безпідставні побоювання щодо внутрішньої загрози. Декількох жителів міста було страчено за підозрою у зраді.
Оборона міста не була знищена миттєво, а тривала кілька місяців. Наприкінці 1232 р. чжурчженський імператор отримав можливість втекти зі свитою придворних чиновників. Він залишив управління містом генералу Цуй Лі і спочатку 26 лютого 1233 року досяг міста Гуйде в Хенані, а вже 3 серпня досягнув Цайчжоу. Відступ імператора був руйнівним для морального духу солдатів, які захищали місто. Втеча імператора підірвала дисципліну захисників столиці, внаслідок чого генерал Цуй наказав позбавити життя всіх прихильників монарха, що залишилися в місті. Він зрозумів, що продовження облоги буде самогубством, і запропонував здатися монголам. 29 травня Цуй відкрив ворота і монголи увійшли до Кайфену. Пізніше він був убитий у суперечці через образу, завдану дружині одного з підлеглих.
Монгольські війська пограбували захоплене місто, але, попри усталеним традиціям введення війни тих часів, вони дозволили торгівлю. Найбагатші жителі міста продавали свої розкішні речі монгольським воїнам за вкрай необхідні запаси їжі. Члени королівської сім'ї чоловічої статі, які залишилися в місті, були схоплені та страчені. Усі імператорські наложниці, разом з вдовуючу імператрицю, були захоплені та вивезені на північ.

## Військова техніка
Історик Герберт Франке у своїй оцінці битви зазначив, що облога є значущою для історії розвитку озброєнь. Багато деталей облоги відомі історикам на основі вичерпного опису битви, складеного чиновником Цзінь, який проживав у місті під час облоги.  Чжурчжені стріляли в армію противника вибухівкою, що запускалася требушетами. Звіт тогочасного бою розповідає про процес запуску бомб. Спочатку солдат підпалював ґніт вибухівки, потім натягував мотузку требушета, запускаючи вибухівку в повітря. Як тільки артилерійський снаряд стикався із землею, відбувався потужний вибух, який міг пробити броню. Інколи у місці ураження виникала пожежа, що охоплювала траву навколо й солдат, які пережили безпосередній вибух. Такі боєприпаси були значно примітивніші за сучасні й могли раптово спрацювати рано або й зовсім не детонували. Аби протидіяти бомбам, монгольські війська рили окопи у напрямку міста, які також накривалися щитами з коров’ячої шкіри, щоб запобігти навісним влучанням. Чжурчженьський чиновник повідомляє:
Тому монгольські воїни робили щити з коров’ячої шкіри, щоб прикрити свої підхідні рови та людей під стінами, і викопали щось на кшталт ніш, кожна достатньо велика, щоб вмістити одну людину, сподіваючись, що таким чином війська нагорі нічого не зможуть з цим вдіяти. Але хтось запропонував спускати бомби грому на залізних ланцюгах. Коли вони досягали окопів і бліндажів монголів, їх підривали, внаслідок чого коров’яча шкіра й воїни однаково розривалися на шматки, не залишивши по собі й сліда.

Цзінські піхотинці були озброєні вогнепальними списами. Вогнепальний спис являв собою спис із прикріпленою до нього трубкою з порохом.  Суміш містила, окрім порохових інгредієнтів сірки, деревного вугілля та селітри, мелену порцеляну та залізні ошурки. Полум'я, яке вистрілювало зі списа, досягало відстані трьох метрів. Розігрітий трут, який запалював зброю, зберігався в маленькому залізному ящику, який носили чжурчженьські солдати під час бою.  Як тільки порох вичерпувався, вогнепальним списом можна було користуватися як звичайним або поповнити його новою трубкою, наповненою порохом.
Цзінські бомби грому та вогнепальні списи були єдиною зброєю чжурчженів, яку боялися монголи. Порох широко використовувався чжурчженями, але достеменно невідомо, чи мали його монголи до цього. Герберт Франке стверджує, що порох був в арсеналі обох комбатантів, але Тернбулл вважає, що ним користувалися лише чжурчжені. Монголи заряджали свої катапульти великими каменями або пороховими бомбами, які стріляли по укріпленнях Цзінь.  Обстріл спричинював втрати в місті та мав психологічний вплив на чжурчженських артилеристів.

## Історичне значення
Облога Кайфену підкосила династію Цзінь, але не знищила. Передостанній очільник династії, імператор Айцзун, уникнув полону, але залишився знедоленим після поразки. Він послав своїх дипломатів благати сусідню династію Сун про допомогу. Імператор попередив, що їх країна буде наступною жертвою монголів після програшу Цзінь, і попросив припаси у Сун. Проте сунська династія відмовилася. Сун, яка провела численні війни проти Цзінь, ненавиділа чжурчженів за їх завоювання північного Китаю десятиліттями раніше. Замість допомоги Цзінь, Сун об’єдналася з монгольськими військами й захопила останні міста під цзінською владою.  У грудні 1233 року монголи взяли в облогу Цайчжоу, куди втік Айцзун з Кайфену. Імператор не зміг вирватися з обложеного міста і вкоротив собі віку. 9 лютого 1234 року монголи прорвали оборону Цайчжоу. Імператор Мо, передбачуваний наступник імператора Айзонга, проживав у тому ж місті й незабаром був убитий у битві. Період його правління тривав менш ніж два дні, з 9 по 10 лютого. Цзінська династія обірвалася з втратою Цайчжоу.
Через рік після знищення Цзінь, передбачення Айцзуна справдилося, і монголи почали захоплення династії Цзінь.